# Vincenzo Aloi
Vincent „Vinny“ Aloi (* 1933 in Florida) ist ein US-amerikanischer Mobster der La Cosa Nostra und war Oberhaupt der Colombo-Familie.
Vincenzo Aloi ist der Sohn von Sebastian „Buster“ Aloi, einem ehemaligen Caporegime der Profaci-Familie. Er ist Bruder des Mobsters Benedetto „Benny“ Aloi, einem ehemaligen „Underboss“ dieser Verbrecher-Familie. Außerdem war er Patensohn des ehemaligen Bosse der Gambino-Familie Carlo Gambino.
Am 19. November 1970, wurde Aloi wegen seiner Verwicklung in die illegale Übernahme einer Investment-Firma in Miami, Florida verhaftet.
Nachdem Joseph Colombo 1971 angeschossen und ins Koma gefallen war, wurde Aloi kurzzeitig das Oberhaupt der Colombo-Familie. Nach anderer Lesart war er nie Oberhaupt der Familie, sondern der „Acting Boss“ der Familie und Carmine Persico bereits seit 1972 (bis heute) Oberhaupt der Familie.
Am 26. Juni 1973 wurde Aloi wegen Meineids verurteilt. Er soll im Zusammenhang einer Untersuchung zur Ermordung Joe Gallos vor Behörden gelogen haben. Er wurde später zu neun Jahren in einem Staatsgefängnis verurteilt.